# Otto Hoetzsch
Otto Hoetzsch, född 14 februari 1876 i Leipzig, död 27 augusti 1946 i Berlin, var en tysk historiker och politiker.
Hoetzsch studerade historia och statsvetenskap i Leipzig och München, blev 1899 filosofie doktor, 1906 docent i Berlin, sedermera professor i historia i Posen och var 1913-35  e.o professor i historia och östeuropeisk "landskunskap" vid Berlins universitet. 
Hoetzsch blev under första världskriget efter Theodor Schiemann utrikespolitisk medarbetare i "Kreuzzeitung", invaldes 1919 i preussiska författningsgivande nationalförsamlingen och var 1920-32 ledamot av tyska riksdagen, där han tillhörde Tysknationella folkpartiet. Trots att han hade denna politiska åskådning stämplades han av nazisterna som "salongs- och kulturbolsjevik" och tvångspensionerades 1935 från universitetet.
Hoetzsch specialiserade sig på nyare rysk historia och politik. Bland hans skrifter märks Russland. Eine Einführung auf Grund seiner Geschichte vom japanischen bis zum Weltkrieg (1918; äldre upplaga med något annan titel och mera ryssvänlig uppfattning 1913), och Russische Probleme (1918) och del III av "Der Krieg und die große Politik" (1915-18). Han  var 1910-13 en av utgivarna av "Zeitschrift für osteuropäische Geschichte".